# Roman Bausch
Roman Bausch (* 22. Juli 1982 in Düsseldorf) ist ein deutscher Politiker (AfD). Seit 2024 ist er Abgeordneter im Hessischen Landtag.

## Leben
Bausch legte 2003 das Abitur am Konrad Adenauer-Gymnasium in Langenfeld (Rheinland) ab und studierte von Oktober 2004 bis September 2007 Staatswissenschaften an der Universität Erfurt und schloss das Studium mit dem Baccarlaureus Artium ab. Danach studierte er von Oktober 2007 bis März 2011 Industrial and Network Economics an der TU Berlin und erwarb einen Master of Science. Zwischen August 2014 und April 2019 folgte ein berufsbegleitendes Promotionsstudium in Economics an der Chulalongkorn University in Bangkok. Dort wurde er zum Doctor of Philosophy (Economics) promoviert.
Von August 2012 bis Juli 2014 arbeitete er als Verwaltungsangestellter in der Vertragsabteilung der Kassenärztlichen Vereinigung in Berlin. Zwischen Januar 2017 und März 2019 war er Tutor/Teaching Assistent im Rahmen des Ph.D. & B.A. Program in Economics, Chulalongkorn University. Von August 2018 bis Dezember 2018 arbeitete er als Visiting Lecturer – Bachelor of Economics Program, Srinakharinwirot University.

## Politik
Im August 2016 wurde er Mitglied der AfD. Er arbeitete von September 2019 bis Januar 2023 als Fraktionsreferent für Haushalt und Finanzen der AfD-Fraktion im Hessischen Landtag. Im November 2022 wurde er Kreisschatzmeister der AfD in Wiesbaden und November 2023 Beisitzer im Landesvorstand der AfD Hessen. Bei der Landtagswahl in Hessen 2023 wurde er auf Platz 20 der AfD-Landesliste in den Landtag gewählt, dem er seit dem 18. Januar 2024 angehört. Im Landtag ist er Mitglied im Haushaltsausschuss, Unterausschuss für Finanzcontrolling und Verwaltungssteuerung und Landesschuldenausschuss.